# Statuenmenhir von Durenque

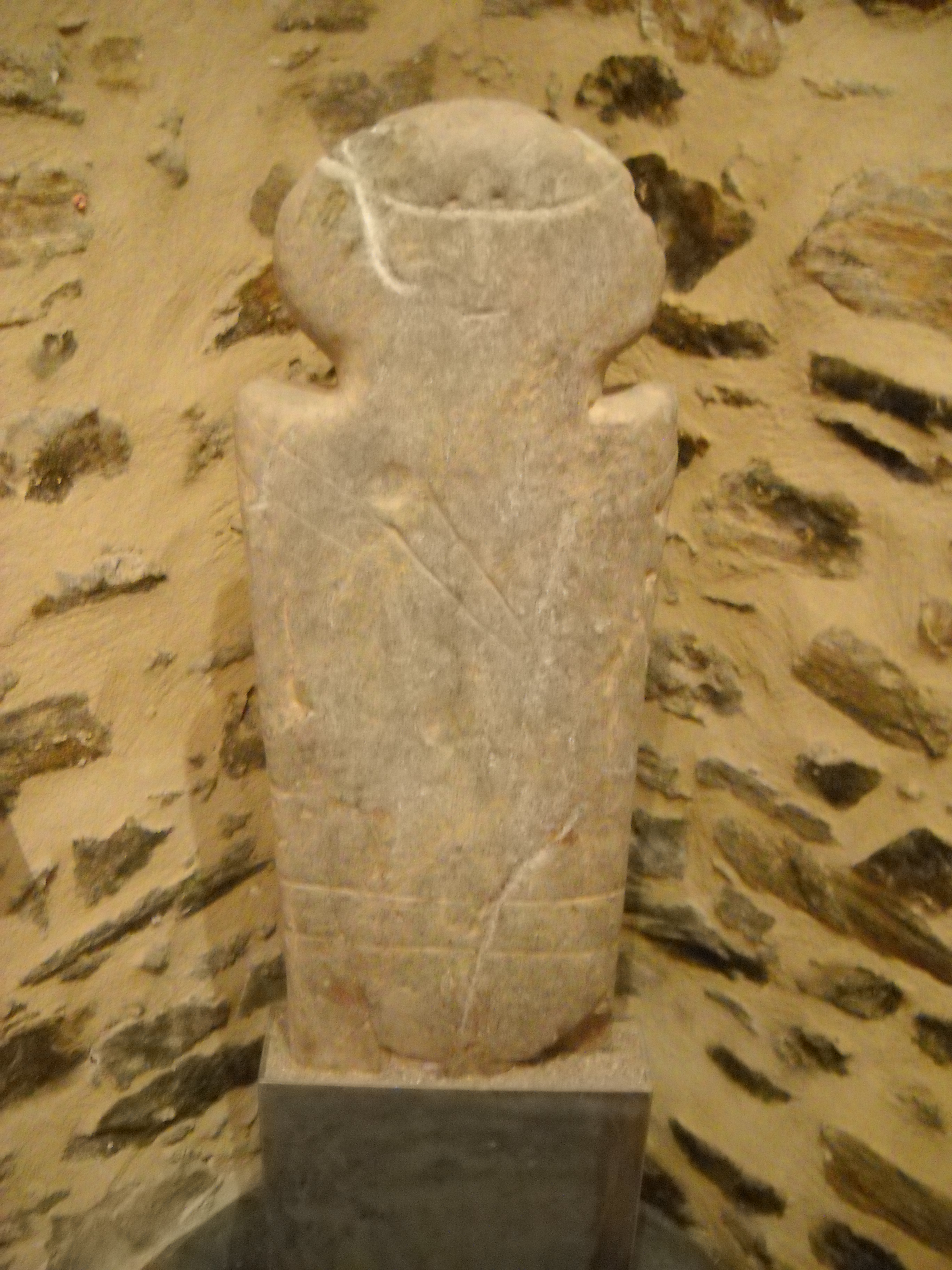
Menhir

Der Statuenmenhir von Durenque steht heute in der Moulin de Roupeyrac et Musée François Fabié im Dorf Durenque im Département Aveyron in Frankreich.

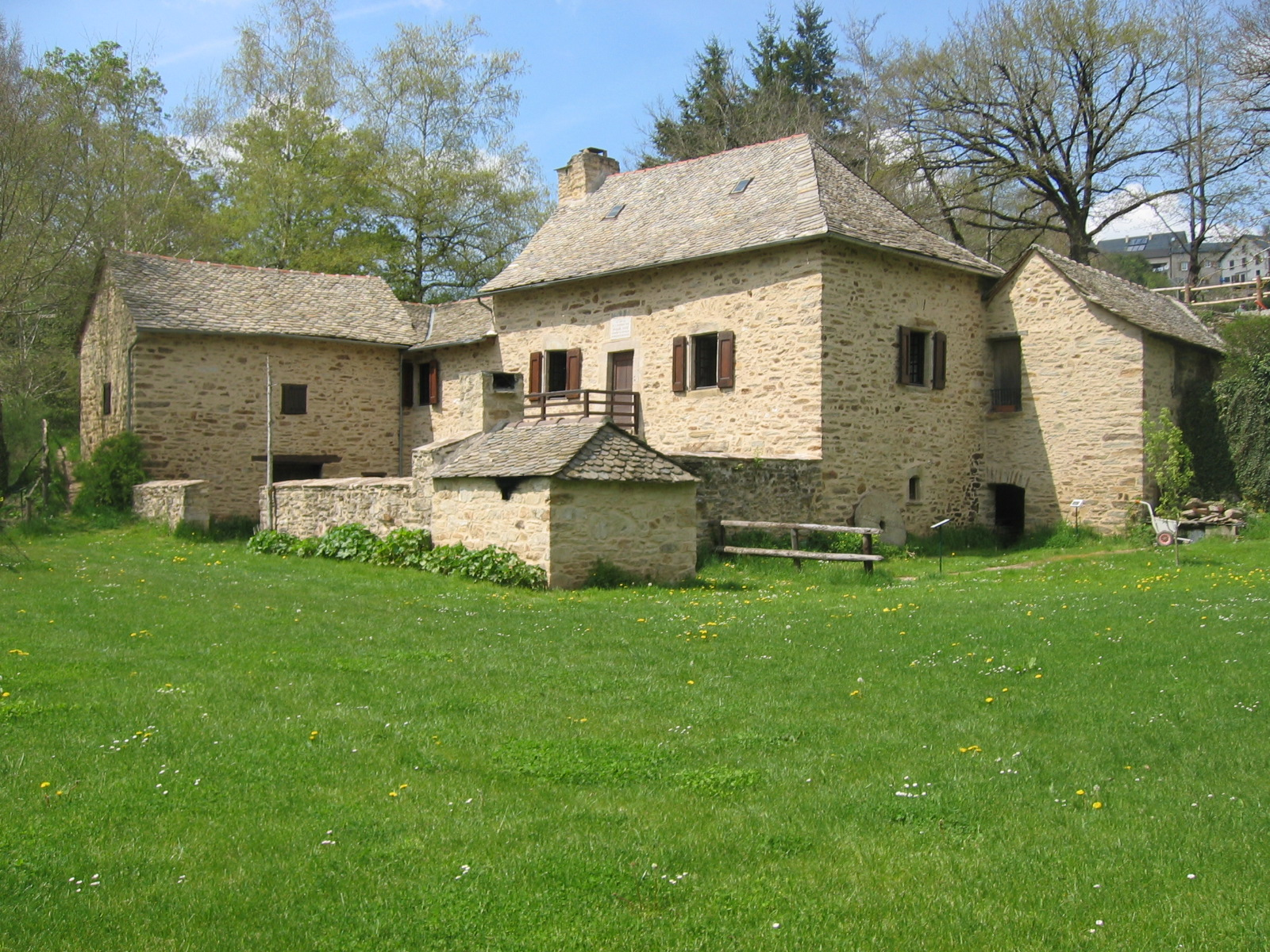
Moulin de Roupeyrac und Musée François Fabié

Der etwa 1,0 m hohe Statuenmenhir von Durenque hat die abstrakte Form eines menschlichen Körpers. Er wurde 1940 in „La Cammazie“ in der Nähe von Durenque gefunden. Durenque liegt 13 km nördlich des Tarn, abseits des Verbreitungsgebietes der anderen Statuenmenhire, die fast alle südlich des Tarn stehen.
Der Menhir ist der einzige französische Statuenmenhir, dessen Kopf von den Schultern abgesetzt ist, was ihn mit den Menhiren der Lunigiana in Ligurien und der Toscana in Italien in Verbindung bringt.
Der Statuenmenhir von Durenque stellt einen Mann mit einem ovalen Kopf und einem breiten Hals auf einem dünnen, rechteckigen Körper dar. Der Mann trägt einen Schultergurt und einen Gürtel. Die Statue ist aus lokalem Glimmerschiefer, mit Details des Gesichts wie Augen und einen kleinen Mund versehen. Nur drei Statuenmenhire zeigen einen Mund.
Die ausgearbeiteten Details brachten Archäologen dazu, die Statue ins 8. Jahrhundert v. Chr. zu datieren, als die Verbreitung von Eiseninstrumenten solch eine Finesse der Arbeit erlaubte. Solche Details wurden später jedoch auch auf einem bronzezeitlichen Statuenmenhir gefunden.